# Важное (Карачаево-Черкесия)
Важное — село в Усть-Джегутинском районе Карачаево-Черкесии.
Образует муниципальное образование Важненское сельское поселение как единственный населённый пункт в его составе.

## География
Село расположено на правом берегу реки Кубань вблизи впадением реки в Усть-Джегутинское водохранилище.

## История
Хутор Важный возник в 1926 году как отселок станицы Красногорской. Хутор состоял из 65 дворов, в начале 1930-х организован колхоз «Баткомсомол» (Баталпашинский комсомол). В сороковых годах колхоз был переименован в «Красноармеец», тогда же на хутор были переселены карачаевцы из аула Джегута. Во время войны хутор опустел. Возрожден в 1957 году в связи с возвращением из ссылки карачевцев. Тогда же аул Важный вошел в состав совхоза «Красногорский».

## Население
| 2002  | 2010  | 2012  | 2013  | 2014  | 2015  | 2016  |
| ----- | ----- | ----- | ----- | ----- | ----- | ----- |
| 1701  | ↗1956 | ↘1933 | ↘1901 | ↘1884 | ↘1882 | ↘1881 |
| 2017  | 2018  | 2019  | 2020  | 2021  | 2023  | 2024  |
| ↘1880 | ↗1889 | ↗1892 | ↘1888 | ↗1892 | ↗1897 | ↗1901 |
| 2025  |       |       |       |       |       |       |
| ↗1904 |       |       |       |       |       |       |